# Fosa Juniors Football Club
El Fosa Juniors Football Club és un club de futbol de la ciutat de Mahajanga, Madagascar.
L'any 2019 es proclamà per primer cop campió de la lliga de Madagascar.
Evolució de l'uniforme:
| Original | 2016-2019 | 2023 | 2024 |

## Palmarès
- Lliga malgaixa de futbol:[3]

2019, 2023
- Copa malgaixa de futbol:[4]

2017, 2019